# Роман Гріффін Девіс
Роман Гріффін Девіс (англ. Roman Griffin Davis; нар. 5 березня 2007) — англійський актор. Найбільш відомий за виконання головної ролі у фільмі Кролик Джоджо (2019), за яку був номінований на премію «Золотий глобус» у категорії найкраща чоловіча роль — комедія або мюзикл.

## Ранні роки життя та кар'єра
Роман Гріффін Девіс народився 5 березня 2007 року в Лондоні. Він син оператора Бена Девіса та режисерки Каміль Гріффін. Живе зі своїми батьками та братами-близнюками Гілбі та Харді у Східному Сассексі. Девіс дебютував у кіно в сатиричному фільмі ''Кролик Джоджо'' режисера Тайки Вайтіті. Його брати також знялися у цьому фільмі у ролях клонів Гітлерюгенд.

## Фільмографія
| Рік  |    | Українська назва     | Оригінальна назва    | Роль                      |
| ---- | -- | -------------------- | -------------------- | ------------------------- |
| 2019 | ф  | Кролик Джоджо        | Jojo Rabbit          | Йоганнес «Джоджо» Бетцлер |
| 2021 | ф  | Тиха ніч             | Silent Night         | Арт                       |
| 2025 | мф | Цар царів            | The King of Kings    | Волтер Діккенс (голос)    |
| 2025 | ф  | Довга хода           | The Long Walk        | Артур Бейкер              |
| 2026 | ф  | Гренландія: Міграція | Greenland: Migration | Нейтан Герріті            |

## Нагороди та номінації
| Рік  | Премія                       | Категорія                                   | Номінована робота | Результат | Ref.   |
| ---- | ---------------------------- | ------------------------------------------- | ----------------- | --------- | ------ |
| 2020 | «Вибір критиків»             | Кращий молодий виконавець                   | Кролик Джоджо     | Перемога  | [ 7 ]  |
| 2020 | «Золотий глобус»             | Найкраща чоловіча роль — комедія або мюзикл | Кролик Джоджо     | Номінація | [ 8 ]  |
| 2020 | Нагороди Гільдії кіноакторів | Найкращий акторський склад в ігровому кіно  | Кролик Джоджо     | Номінація | [ 9 ]  |
| 2021 | «Сатурн»                     | роль молодого актора чи акторки             | Кролик Джоджо     | Номінація | [ 10 ] |